# Jan-Frans Cantré
 (avril 2018).
Si vous disposez d'ouvrages ou d'articles de référence ou si vous connaissez des sites web de qualité traitant du thème abordé ici, merci de compléter l'article en donnant les références utiles à sa vérifiabilité et en les liant à la section « Notes et références ».
Jan-Frans Cantré, né le 21 juillet 1886 à Gand en Belgique et mort le 21 décembre 1931 dans cette même ville, est un peintre, graveur et illustrateur belge. Il est le frère aîné de l'artiste Jozef Cantré. 

## Biographie
Jan-Frans Cantré étudie les arts à l'Académie royale des beaux-arts de Gand de 1897 à 1905. 
Il s'initie à la xylographie en 1918. L'année suivante, il est l'un des cofondateurs de la revue Lumière, pour laquelle il réalise plusieurs illustrations. 
Jan Frans Cantré meurt le 21 décembre 1931 dans sa ville natale.

## Œuvres

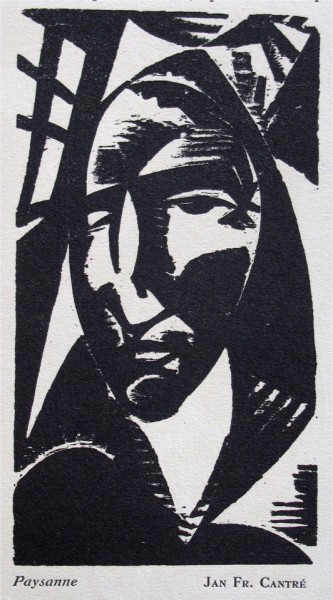
Paysanne, xylographie de Jan Frans Cantre (1886-1931).

Dans ses premières années, Jan-Frans Cantré réalise des compositions proches de l'abstraction, avant de renoncer à cette voie qu'il juge trop esthétique et décorative. Son retour à la figuration s'accompagne d'une esthétique proche de l'expressionnisme. Il réalise alors des scènes inspirée de la vie rurale traditionnelle flamande.
Il est rattaché au groupe des Cinq (« De Vijf ») qui compte également Frans Masereel, Joris Minne, Jozef Cantré et Henri Van Straten. Ce groupe a fortement contribué à raviver la xylographie en Belgique.